# Unruhen in Mekka 1987

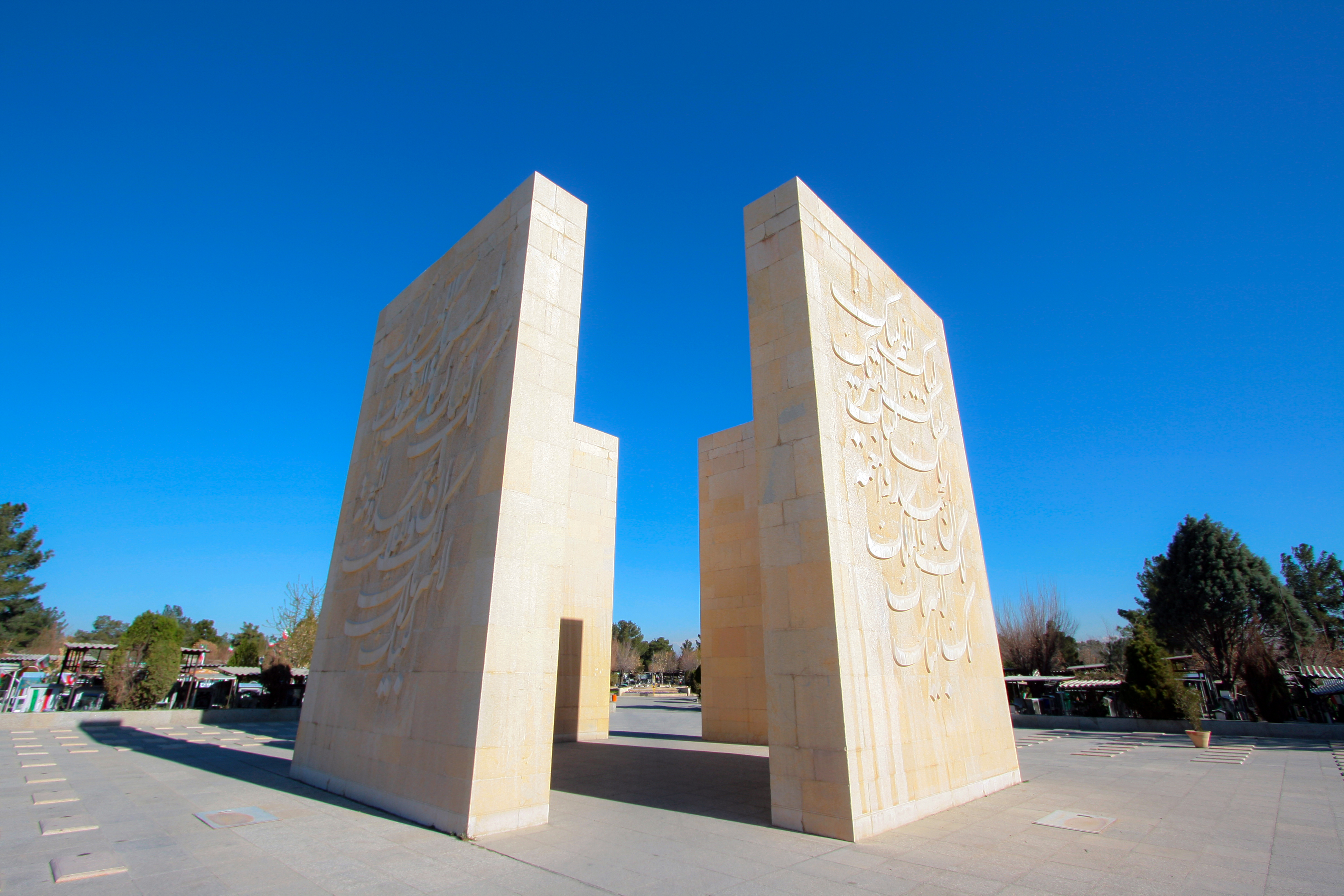
Gedenkstätte und Gräber der Opfer in Behescht-e Zahra in Teheran.

Bei den Unruhen in Mekka 1987 kamen über 400 Menschen bei Zusammenstößen zwischen demonstrierenden iranischen Haddsch-Pilgern und saudischen Sicherheitskräften in Mekka ums Leben. Seit 1981 hatten iranische Pilger jedes Jahr während der Haddsch eine politische Demonstration gegen Israel und die Vereinigten Staaten abgehalten, aber 1987 riegelte die saudi-arabische Polizei und die saudi-arabische Nationalgarde einen Teil der geplanten Demonstrationsroute ab, was zu einer Konfrontation zwischen ihnen und den Pilgern führte. Dies eskalierte zu einem gewalttätigen Zusammenstoß, gefolgt von einer tödlichen Massenpanik. Die Zahl der Todesopfer wurde von der iranischen Regierung auf 400 geschätzt, dazu kamen Tausende von Verletzten. Laut der saudische Regierung gab es 402 Tote, davon 275 iranische Pilger, 85 saudische Polizisten und 42 Pilger aus anderen Ländern.
Der Iran und Saudi-Arabien gaben sich danach gegenseitig die Schuld für die Tragödie. Ayatollah Chomeini rief zum Sturz der Saudi-Dynastie auf und es kam zu gewalttätigen Demonstrationen im Iran. Iraner griffen die saudische, kuwaitische und französische Botschaft an und entführten vier Saudis aus der Botschaft in Teheran. Der Vorfall belastete die Iranisch-saudi-arabischen Beziehungen nachhaltig und führte in der Folge zu einem eingeschränkten Zugang für iranische Pilger nach Mekka.

## Hintergrund
Bereits seit den frühen 1970er Jahren kam es auf der jährlichen Haddsch-Pilgerfahrt zu Demonstrationen iranischer Pilger, die antiisraelisches, antiamerikanisches und gegen die Herrschaft von Mohammad Reza Pahlavi gerichtetes Propagandamaterial verteilten und Ayatollah Chomeini die Treue schworen. Diese Demonstrationen hatten ihren Ursprung im Jahr 1971, als Ruhollah Chomeini seine schiitischen Anhänger anwies, bei ihrer Pilgerfahrt politische Botschaften zu verbreiten. Obwohl einige Iraner wegen dieser Aktion verhaftet wurden, reagierten die saudischen Behörden im Allgemeinen uninteressiert, da sie diese politischen Botschaften nicht als Bedrohung für das saudische Königshaus ansahen. Nach der Machtergreifung von Chomeini in der iranischen Islamischen Revolution von 1981 und dem Beginn des Iran-Irak-Kriegs kam es jedoch zu steigenden Spannungen zwischen Schiiten und Sunniten in der islamischen Welt. Das eng mit den USA verbündete saudische Königreich sah den schiitischen Aktivismus der Iraner nun als große Bedrohung an. Nach der Revolution sah Chomeini die Möglichkeit, sich über iranische Pilger direkt an die muslimischen Pilger anderer Länder zu wenden und diese so zu beeinflussen. Deshalb ließ er die politischen Aktivitäten bei jeder Pilgerfahrt weiter verstärkten.
Der erste große Zusammenstoß zwischen schiitischen Pilgern und saudischen Sicherheitskräften ereignete sich 1981. Dabei eskalierte die Situation, als in der Masjid al-Haram und der Prophetenmoschee, zwei der heiligsten Stätten des Islam, politische Parolen skandiert wurden, was zu gewaltsamen Zusammenstößen mit saudischen Sicherheitskräften und einem Todesopfer führte. Im selben Jahr schrieb König Khalid von Saudi-Arabien einen Brief an Saddam Hussein mit der Aufforderung, „diese dummen Iraner zu vernichten“, während Saddam die Invasion iranischen Territoriums fortsetzte.
Bei der Pilgerfahrt 1987 sollte der Demonstrationszug der Iraner dieses Mal in der großen Moschee von Mekka selbst enden, was von Chomeini als eine Art Machtdemonstration gegenüber den Saudis gedacht war. Als Ergebnis von Verhandlungen und den daraufhin erlassenen strengen Vorschriften wurde vereinbart, dass die Demonstration einen halben Kilometer vor der großen Moschee enden würde. Der geplante Demonstrationszug versetzte die saudischen Sicherheitskräfte in höchste Alarmbereitschaft.

## Ablauf
Am Freitag, dem 31. Juli 1987, begann die Demonstration unter erhöhten Sicherheitsvorkehrungen nach dem Mittagsgebet am Freitag, während iranische Pilger Slogans wie „Tod für Amerika! Tod für die Sowjetunion! Tod für Israel!“ riefen. Der Marsch verlief ereignislos bis zum Ende der geplanten Route, als die Demonstranten von saudischen Bereitschaftspolizisten und Nationalgardisten aufgehalten wurden. Zu diesem Zeitpunkt begannen einige Iraner, die Demonstranten aufzufordern, weiter zur Großen Moschee zu marschieren, während gleichzeitig „nicht identifizierte Personen“ begannen, „Ziegelsteine, Betonstücke und Eisenstangen“ auf die Iraner zu werfen. Diese Ereignisse verärgerten die Iraner, und die Situation eskalierte zu einer gewalttätigen Auseinandersetzung zwischen den iranischen Pilgern und den saudischen Sicherheitskräften.
Die Saudis sollen Schlagstöcke und Elektroschocker eingesetzt haben, die Iraner Messer und Knüppel. Die saudischen Sicherheitskräfte bestreiten, auf die Demonstranten geschossen zu haben, saudische Beamte beharren darauf, dass keine Schüsse abgefeuert wurden und dass alle Todesfälle durch das Handgemenge und die Massenpanik verursacht wurden. In einer Pressekonferenz in Washington behauptete der saudische Botschafter Prinz Bandar bin Sultan, dass „keine einzige Kugel abgefeuert wurde“, und machte die iranischen Pilger für die Gewalt verantwortlich, die er beschuldigte, „Messer, Knüppel und Glasscherben unter ihren Mänteln hervorgeholt zu haben.“
Iranische Beamte behaupteten dagegen, die Saudis hätten ohne Provokation auf die Demonstranten geschossen und die Demonstration sei friedlich gewesen. Die Journalistin Robin Wright berichtete, dass „viele der iranischen Leichen, die amerikanischen und europäischen Reportern unmittelbar nach ihrer Rückkehr nach Teheran gezeigt wurden, Einschusslöcher aufwiesen.“ Ami Ajalon, ein israelischer Politiker, schrieb, dass „die meisten iranischen Pilger offenbar von saudischen Sicherheitsbehörden während der Demonstration erschossen wurden.“ Der amerikanische Politikwissenschaftliche Martin Kramer schrieb, dass „nach Angaben amerikanischer Geheimdienstquellen die Demonstration schließlich durch Verstärkung der Nationalgarde aufgelöst wurde, die Tränengasgranaten in die Menge schoss und dann das Feuer mit Pistolen und automatischen Waffen eröffneten.“
Die genaue Verantwortung für die Todesfälle wurde nie abschließend aufgeklärt, da keine unabhängige Untersuchung durchgeführt wurde.

## Auswirkungen
Am 3. August 1987 versammelten sich eine Million Iraner vor dem Parlamentsgebäude in Teheran und forderten Rache für die toten Pilger bei einer Kundgebung, die offiziell als 'Tag des Hasses' bezeichnet wurde, wie die offizielle Nachrichtenagentur der Islamischen Republik mitteilte. Am selben Tag rief der iranische Führer Chomeini die Saudis zum Sturz des Hauses Saud auf. Der Ayatollah opponierte offen gegen die Saudis. In einer öffentlichen Ansprache erklärte Chomeini, dass „diese abscheulichen und gottlosen Wahhabiten wie Dolche sind, die das Herz der Muslime schon immer von hinten durchbohrt haben“. Er verkündete, Mekka sei in den Händen „einer Bande von Ketzern“. Haschemi Rafsandschani verkündete „Rache für das Blutvergießen bedeutet die Befreiung der heiligen Schreine von den saudischen Wahhabiten und der gewaltigen Rohstoffvorkommen der islamischen Welt aus den Händen krimineller Agenten des Imperialismus.“ Die saudische Botschaft in Teheran wurde von Demonstranten gestürmt. Eine von den Saudis beeinflusste Konferenz der Islamischen Weltliga gab dagegen der iranischen Regierung die Schuld an den Toten.
Die Saudis verboten in der Folgezeit politische Demonstrationen iranischer Pilger in Mekka und kürzten die Anzahl der zugelassenen iranischen Pilger von 150.000 auf 45.000, welche davor die größte Pilgergruppe waren, weshalb die Iraner ankündigten, die Pilgerfahrt aus Protest zu boykottieren. Da die diplomatischen Beziehungen zwischen dem Iran und Saudi-Arabien im April 1988 abgebrochen wurden, war es für Iraner fast unmöglich Visa zu erhalten und nach Mekka zu kommen. Erst 1991 wurden die diplomatischen Beziehungen zwischen beiden Staaten wieder hergestellt und Iraner konnten nach drei Jahren Unterbrechung wieder den Haddsch verrichten.